# Walt Disney Showcase
Walt Disney Showcase est une publication américaine lancée en octobre 1970 regroupant des histoires des univers Disney sous la forme de comics éditée par Gold Key Comics sous contrat de Disney. Elle comprend essentiellement des adaptations des œuvres cinématographiques du studio Disney complétées selon le nombre de pages par d'autres histoires. La série s'est achevée en 1980 après 54 numéros.

## Numéros
| Numéro | Titre                                     | Date publication | Sujet                                      | Code INDUCKS |
| ------ | ----------------------------------------- | ---------------- | ------------------------------------------ | ------------ |
| 01     | The Boatniks                              | octobre 1970     | Du vent dans les voiles                    | us/WDS 1     |
| 02     | Moby Duck                                 | janvier 1971     |                                            | us/WDS 2     |
| 03     | Bongo and Lumpjaw                         | avril 1971       |                                            | us/WDS 3     |
| 04     | Pluto                                     | juillet 1971     |                                            | us/WDS 4     |
| 05     | $1,000,000 Duck                           | octobre 1971     | La Cane aux œufs d'or                      | us/WDS 5     |
| 06     | Bedknobs and Broomsticks                  | janvier 1972     | L'Apprentie sorcière                       | us/WDS 6     |
| 07     | Pluto                                     | avril 1972       |                                            | us/WDS 7     |
| 08     | Daisy and Donald Splappy Birthday         | juin 1972        |                                            | us/WDS 8     |
| 09     | 101 Dalmatians                            | août 1972        | Les 101 Dalmatiens                         | us/WDS 9     |
| 10     | Napoleon and Samantha                     | septembre 1972   | Napoléon et Samantha                       | us/WDS 10    |
| 11     | Moby Duck                                 | octobre 1972     |                                            | us/WDS 11    |
| 12     | Dumbo                                     | décembre 1972    | Dumbo                                      | us/WDS 12    |
| 13     | Pluto                                     | février 1973     |                                            | us/WDS 13    |
| 14     | The World's Greatest Athlete              | avril 1973       | Nanou, fils de la Jungle                   | us/WDS 14    |
| 15     | The Three Little Pigs and Li'l Bad Wolf   | juin 1973        |                                            | us/WDS 15    |
| 16     | Aristocats                                | juillet 1973     | Les Aristochats                            | us/WDS 16    |
| 17     | Mary Poppins                              | août 1973        | Mary Poppins                               | us/WDS 17    |
| 18     | Gyro Gearloose                            | octobre 1973     | Géo Trouvetou                              | us/WDS 18    |
| 19     | That Darn Cat                             | décembre 1973    | L'Espion aux pattes de velours             | us/WDS 19    |
| 20     | Pluto                                     | février 1974     |                                            | us/WDS 20    |
| 21     | Li'l Bad Wolf and the Three Little Pigs   | avril 1974       |                                            | us/WDS 21    |
| 22     | Unbirthday Party with Alice in Wonderland | juin 1974        | Alice au pays des merveilles               | us/WDS 22    |
| 23     | Pluto                                     | juillet 1974     |                                            | us/WDS 23    |
| 24     | Herbie Rides Again                        | août 1974        | Le Nouvel Amour de Coccinelle              | us/WDS 24    |
| 25     | Old Yeller                                | octobre 1974     | Fidèle Vagabond                            | us/WDS 25    |
| 26     | Lt. Robin Crusoe, U.S.N.                  | décembre 1974    | Lieutenant Robinson Crusoé                 | us/WDS 26    |
| 27     | Island at the Top of the World            | février 1975     | L'Île sur le toit du monde                 | us/WDS 27    |
| 28     | Double Feature Brer Rabbit Bucky Bug      | avril 1975       | Bucky Bug et Mélodie du Sud                | us/WDS 28    |
| 29     | Escape to Witch Mountain                  | juin 1975        | La Montagne ensorcelée                     | us/WDS 29    |
| 30     | Magica de Spell                           | juillet 1975     | Miss Tick                                  | us/WDS 30    |
| 31     | Bambi                                     | août 1975        | Bambi                                      | us/WDS 31    |
| 32     | Spin and Marty                            | octobre 1975     | The Adventures of Spin and Marty           | us/WDS 32    |
| 33     | Pluto                                     | janvier 1976     |                                            | us/WDS 33    |
| 34     | Paul Revere's Ride                        | mai 1976         |                                            | us/WDS 34    |
| 35     | Goofy                                     | août 1976        |                                            | us/WDS 35    |
| 36     | Peter Pan                                 | septembre 1976   | Peter Pan                                  | us/WDS 36    |
| 37     | Tinker Bell and Jiminy Cricket            | novembre 1976    |                                            | us/WDS 37    |
| 38     | Mickey and the Sleuth                     | avril 1977       |                                            | us/WDS 38    |
| 39     | Mickey and the Sleuth                     | juillet 1977     |                                            | us/WDS 39    |
| 40     | The Rescuers                              | septembre 1977   | Les Aventures de Bernard et Bianca         | us/WDS 40    |
| 41     | Herbie Goes to Monte Carlo                | octobre 1977     | La Coccinelle à Monte-Carlo                | us/WDS 41    |
| 42     | Mickey and the Sleuth                     | janvier 1978     |                                            | us/WDS 42    |
| 43     | Pete's Dragon                             | avril 1978       | Peter et Elliott le dragon                 | us/WDS 43    |
| 44     | Return From Witch Mountain                | mai 1978         | Les Visiteurs d'un autre monde             | us/WDS 44    |
| 45     | The Jungle Book                           | juillet 1978     | Le Livre de la jungle                      | us/WDS 45    |
| 46     | The Cat from Outer Space                  | septembre 1978   | Le Chat qui vient de l'espace              | us/WDS 46    |
| 47     | Mickey Mouse Surprise Party               | novembre 1978    |                                            | us/WDS 47    |
| 48     | The Wonderful Adventures of Pinocchio     | janvier 1979     | Pinocchio                                  | us/WDS 48    |
| 49     | North Avenue Irregulars                   | mars 1979        | The North Avenue Irregulars                | us/WDS 49    |
| 50     | Bedknobs and Broomsticks                  | mai 1979         | L'Apprentie sorcière                       | us/WDS 50    |
| 51     | 101 Dalmatians                            | juillet 1979     | Les 101 Dalmatiens                         | us/WDS 51    |
| 52     | Unidentified Flying Oddball               | septembre 1979   | Un cosmonaute chez le roi Arthur           | us/WDS 52    |
| 53     | The Scarecrow of Romney Marsh             | novembre 1979    | L'Épouvantail : Le Justicier des campagnes | us/WDS 53    |
| 54     | The Black Hole                            | janvier 1980     | Le Trou noir                               | us/WDS 54    |